# Wigand Deltsch
Wigand Deltsch (* 15. April 1708 in Neuhaus; † 23. September 1792) war Abt des Klosters Waldsassen von 1756 bis 1792.
Wigand Deltsch war der erste im Stiftland geborene Abt nach der Wiedergründung des Klosters Waldsassen. In der Literatur wurde Wigand Deltsch oft fälschlicherweise als „Wigand von Deltsch“ bezeichnet, er besaß jedoch nie den Adelstitel. Allerdings wurde sein Bruder, der Stifthauptmann Franz Stephan von Deltsch in den Adelsstand erhoben. Im Siebenjährigen Krieg wurde Wigand als standhaft und unerschrocken beschrieben, außerdem linderte er die Hungersnot von 1770/72. Als Bauherr setzte er mehrere Baumaßnahmen um, beispielsweise den Pfarrhof Wurz und St. Laurentius in Stein. Sein Wappen ziert die Kapelle des Fischhofs in Tirschenreuth. Mit dem Erwerb zweier letzter Katakombenheiliger 1765 klang die Reliquienverehrung der Barockzeit aus. Die aufkommende Aufklärung, das antikirchliche Denken und der Druck, den der Staat auf die Kloster ausübte – was unter seinem Nachfolger Athanasius Hettenkofer zur Säkularisation in Bayern führte – zeichneten sich zum Ende seiner Amtszeit ab. Als er gesundheitlich geschwächt war, unterstützten ihn ab 1786 drei Mönche in der Amtsführung.